# Aeroportul Kamina
Aeroportul Kamina (IATA: KMN, ICAO: FZSB) este un aeroport din Katanga Province⁠(d), Republica Democratică Congo ce deservește zona Kamina. A fost numit după zona deservită.
Situat la o altitudine de 1.125 m, aeroportul dispune de o singură pistă.